# Giovanni Adolfo I di Sassonia-Weissenfels
Giovanni Adolfo I di Sassonia-Weissenfels (Halle, 2 novembre 1649 – Weißenfels, 24 maggio 1697) fu il secondo Duca di Sassonia-Weissenfels, appartenente all'omonima linea collaterale dei Wettin.

## Biografia

### I primi anni
Era il figlio primogenito del duca Augusto di Sassonia-Weissenfels e di sua moglie Anna Maria, figlia a sua volta del duca Adolfo Federico I di Mecleburgo-Schwerin.
Dopo la morte del padre nel 1680 e l'immediata perdita dell'amministrazione della diocesi di Magdeburgo, terminò la costruzione del castello di Weissenfels quale residenza ufficiale della propria famiglia.
La consacrazione della cappella del castello ebbe luogo nel 1694, ma il castello era già pronto dal 1º novembre del 1682. Qui viene costruito anche un grande e fornito teatro dove venivano ospitate compagnie di commedia e dal 1685 anche le prime opere scritte in lingua tedesca.
Il castello crebbe negli anni seguenti con uno splendido parco barocco.
Nella città fece costruire un sistema di acquedotti per trasportare l'acqua nelle case della popolazione e si occupò della pavimentazione delle strade. Vennero istituiti due nuovi corpi di vigili del fuoco che prevennero efficientemente lo scoppio di incendi. Fondò anche la locale zecca, con sede nel castello di Weissenfels.
Continuò la promozione della musica e delle arti iniziata dal padre come estrema manifestazione dell'assolutismo illuminato. Johann Adolf scoprì anche il talento musicale di George Frederich Händel, ispirando nei temi numerosi libretti d'opera.
Fu un appassionato cacciatore e venne accolto come il padre nella società dei Carpofori, una delle accademie letterarie della Germania del tempo.

### Controversie circa l'eredità della contea di Barby
Dopo l'estinzione della casata dei conti di Barby nel 1659 il padre, il duca Augusto di Sassonia-Weissenfels, ne aveva ereditato i possedimenti in quanto legati all'area del Magdeburgo. La contea venne tuttavia rivendicata come attinente alla diocesi di Magdeburgo e, una volta soppressa questa, fu rivendicata dai duchi di Brandeburgo, che avevano rilevato tutti i terreni dell'ex-diocesi.
Per mettere fine alla disputa, venne formalizzato un acquisto il 3 marzo 1679 da parte dei Sassonia-Weissenfels, dietro pagamento della somma di 16.000 talleri.
La città di Barby, capitale della contea, venne tuttavia legata alla Sassonia. Alla morte di Augusto, infine, la contea venne definitivamente assegnata a suo figlio minore, malgrado che si fosse opposto al pagamento dei 16.000 talleri attuato dal padre ed intendesse riscattare come gratuito il possedimento.

### Dispute con l'elettorato di Sassonia
Il principe-elettore Giovanni Giorgio II di Sassonia aveva accettato di buon grado la volontà paterna di suddividere equamente i territori della famiglia tra i vari eredi maschi, suo figlio Giovanni Giorgio III si rifiutò di riconoscere i principati delle linee collaterali dei suoi cugini: Giovanni Adolfo Irischiava di essere privato dei suoi possessi per banno del principe elettore. Il conflitto giudiziario si protrasse dal 12 maggio 1681 al 1688, quando infine i diritti delle linee collaterali vennero riconosciuti.
Giovanni Adolfo I morì il 24 maggio 1697, all'età di 48 anni e venne sepolto nella chiesa degli agostiniani del suo castello di Weissenfels

## Matrimonio e figli
Giovanni Adolfo I si sposò in prime nozze il 25 ottobre 1671 ad Altenburg con Giovanna Maddalena di Sassonia-Altenburg, figlia del duca Federico Guglielmo II di Sassonia-Altenburg e di Maddalena Sibilla di Sassonia. Alla di lei morte, il 22 gennaio 1686 si risposò il 3 febbraio 1692 morganaticamente con Cristina Guglielmina di Bünau (4 aprile 1666 ad Altenburg - 24 aprile 1707 a Dahme/Mark), figlia di Rodolfo di Bünau.
Cristina Guglielmina ottenne un assegno annuo di 6.000 talleri e, dopo la morte del marito, una pensione vedovile di 3.000 talleri, oltre al possesso dei castelli di Dahme e Wittum (nel 1697 venne anche elevata a rango comitale dall'imperatore Leopoldo I) su istanza del marito. Questo matrimonio non diede eredi.
Dalla prima moglie, Giovanni Adolfo ebbe i seguenti eredi:
- Maddalena Sibilla (3 settembre 1673 - 28 novembre 1726), sposò Giovanni Guglielmo di Sassonia-Eisenach
- Augusto Federico (15 settembre 1674 - 16 agosto 1675), principe ereditario di Sassonia-Weissenfels
- Giovanni Adolfo (7 giugno-18 giugno 1676), principe ereditario di Sassonia-Weissenfels
- Giovanni Giorgio (13 luglio 1677 - 16 marzo 1712), duca di Sassonia-Weissenfels, sposò Federica Elisabetta di Sassonia-Eisenach
- un figlio di cui non ci è giunto il nome (nato e morto il 24 luglio 1678)
- Giovanna Guglielmina (20 gennaio 1680 - 4 luglio 1730)
- Federico Guglielmo (18 gennaio 1681 - 20 novembre 1681), principe di Sassonia-Weissenfels
- Cristiano (23 febbraio 1682 - 28 giugno 1736), duca di Sassonia-Weissenfels, sposò Luisa Cristiana (detta Iana) di Stolberg-Stolberg
- Anna Maria (17 giugno 1683 - 16 marzo 1731), sposò il conte Ermanno II di Promnitz
- Sofia (2 agosto 1684 - 6 maggio 1752), sposò in prime nozze il margravio Giorgio Guglielmo di Brandeburgo-Bayreuth ed alla morte di questo sposò il conte Giuseppe Alberto di Hoditz und Wolframitz
- Giovanni Adolfo (4 settembre 1685 - 16 maggio 1746), duca di Sassonia-Weissenfels
- Giovannetta Antonietta (?), sposò Federico di Sassonia-Gotha-Altenburg

## Ascendenza
|                                           |                                      |                                            | Genitori                          |  |  | Nonni |  |  | Bisnonni                |  |  | Trisnonni             |  |
|                                           |                                      |                                            |                                   |  |  |       |  |  | Cristiano I di Sassonia |  |  | Augusto I di Sassonia |  |
|                                           |                                      |                                            |                                   |  |  |       |  |  | Cristiano I di Sassonia |  |  | Augusto I di Sassonia |  |
|                                           |                                      | Anna di Danimarca                          |                                   |  |  |       |  |  | Cristiano I di Sassonia |  |  |                       |  |
| Giovanni Giorgio I di Sassonia            |                                      |                                            |                                   |  |  |       |  |  | Cristiano I di Sassonia |  |  |                       |  |
|                                           |                                      | Sofia di Brandeburgo                       | Giovanni Giorgio di Brandeburgo   |  |  |       |  |  |                         |  |  |                       |  |
|                                           |                                      | Sofia di Brandeburgo                       | Giovanni Giorgio di Brandeburgo   |  |  |       |  |  |                         |  |  |                       |  |
|                                           |                                      | Sofia di Brandeburgo                       | Sabina di Brandeburgo-Ansbach     |  |  |       |  |  |                         |  |  |                       |  |
| Augusto di Sassonia-Weissenfels           |                                      | Sofia di Brandeburgo                       |                                   |  |  |       |  |  |                         |  |  |                       |  |
|                                           |                                      | Alberto Federico di Prussia                | Alberto I di Prussia              |  |  |       |  |  |                         |  |  |                       |  |
|                                           |                                      | Alberto Federico di Prussia                | Alberto I di Prussia              |  |  |       |  |  |                         |  |  |                       |  |
|                                           |                                      | Alberto Federico di Prussia                | Anna Maria di Brunswick-Lüneburg  |  |  |       |  |  |                         |  |  |                       |  |
| Maddalena Sibilla di Hohenzollern         |                                      | Alberto Federico di Prussia                |                                   |  |  |       |  |  |                         |  |  |                       |  |
|                                           |                                      | Maria Eleonora di Jülich-Kleve-Berg        | Guglielmo di Jülich-Kleve-Berg    |  |  |       |  |  |                         |  |  |                       |  |
|                                           |                                      | Maria Eleonora di Jülich-Kleve-Berg        | Guglielmo di Jülich-Kleve-Berg    |  |  |       |  |  |                         |  |  |                       |  |
|                                           |                                      | Maria Eleonora di Jülich-Kleve-Berg        | Maria d'Austria                   |  |  |       |  |  |                         |  |  |                       |  |
| Giovanni Adolfo I di Sassonia-Weissenfels |                                      | Maria Eleonora di Jülich-Kleve-Berg        |                                   |  |  |       |  |  |                         |  |  |                       |  |
|                                           | Giovanni VII di Meclemburgo-Schwerin | Giovanni Alberto I di Meclemburgo-Schwerin |                                   |  |  |       |  |  |                         |  |  |                       |  |
|                                           | Giovanni VII di Meclemburgo-Schwerin | Giovanni Alberto I di Meclemburgo-Schwerin |                                   |  |  |       |  |  |                         |  |  |                       |  |
|                                           | Giovanni VII di Meclemburgo-Schwerin | Anna Sofia di Prussia                      |                                   |  |  |       |  |  |                         |  |  |                       |  |
| Adolfo Federico I di Meclemburgo-Schwerin | Giovanni VII di Meclemburgo-Schwerin |                                            |                                   |  |  |       |  |  |                         |  |  |                       |  |
|                                           |                                      | Sofia di Holstein-Gottorp                  | Adolfo di Holstein-Gottorp        |  |  |       |  |  |                         |  |  |                       |  |
|                                           |                                      | Sofia di Holstein-Gottorp                  | Adolfo di Holstein-Gottorp        |  |  |       |  |  |                         |  |  |                       |  |
|                                           |                                      | Sofia di Holstein-Gottorp                  | Cristina d'Assia                  |  |  |       |  |  |                         |  |  |                       |  |
| Anna Maria di Mecleburgo-Schwerin         |                                      | Sofia di Holstein-Gottorp                  |                                   |  |  |       |  |  |                         |  |  |                       |  |
|                                           |                                      | Enno III della Frisia orientale            | Edzardo II della Frisia orientale |  |  |       |  |  |                         |  |  |                       |  |
|                                           |                                      | Enno III della Frisia orientale            | Edzardo II della Frisia orientale |  |  |       |  |  |                         |  |  |                       |  |
|                                           |                                      | Enno III della Frisia orientale            | Caterina Vasa                     |  |  |       |  |  |                         |  |  |                       |  |
| Anna Maria della Frisia orientale         |                                      | Enno III della Frisia orientale            |                                   |  |  |       |  |  |                         |  |  |                       |  |
|                                           |                                      | Anna di Holstein-Gottorp                   | Adolfo di Holstein-Gottorp        |  |  |       |  |  |                         |  |  |                       |  |
|                                           |                                      | Anna di Holstein-Gottorp                   | Adolfo di Holstein-Gottorp        |  |  |       |  |  |                         |  |  |                       |  |
|                                           |                                      | Anna di Holstein-Gottorp                   | Cristina d'Assia                  |  |  |       |  |  |                         |  |  |                       |  |
|                                           |                                      | Anna di Holstein-Gottorp                   |                                   |  |  |       |  |  |                         |  |  |                       |  |